# كلية الجونكوين (الكويت)
كلية الجونكوين (بالإنجليزية: Algonquin College)‏ هي كلية كندية خاصة مُعترف بها من قبل
مجلس الجامعات الخاصة التابع لوزارة التعليم العالي في الكويت، يقع مقرها في منطقة النسيم في محافظة الجهراء في الكويت على جانب أطراف مدينة سعد العبد الله، تأسست بموجب مرسوم أميري في عام 2010، وتم افتتاحها في سبتمبر 2015، تمنح الكلية درجات الدبلوم في إدارة الأعمال والدراسات التكنولوجية، وهي كلية مُتخصصة في مجال تكنولوجيا المعلومات والأعمال، وهي فرع من كلية الجونكوين للآداب والتكنولوجيا التطبيقية في أونتاريو في كندا.

## الحرم الجامعي
يقع الحرم الجامعي في منطقة النسيم، بدأ البناء في 2013 وتم الافتتاح في سبتمبر 2015، ويضم الحرم الجامعي ثلاثة مبانٍ مترابطة، للإدارة والخدمات والنطاق الأكاديمي، كما يضم مرافق رياضية في الخارج ومواقف للسيارات مُظللة.

## الكلية الأم
تُعتبر كلية الجونكوين الأم كلية كندية شاملة للدراسات ما بعد الثانوية للفنون والتقنية التطبيقية ومعترف بها من قبل وزارة التدريب والكليات والجامعات في أونتاريو، كندا، يقع المقر الرئيسي للكلية في أوتاوا، مركز قطاع تقنية المعلومات الكندية، وتُعرف كلية الجونكوين في مجال تصميم وتقديم درجات الدبلوم والإجازة الجامعية والشهادات المهنية في مجال التقنيات والإدارة.

## وصلات خارجية
- الموقع الرسمي